# Pacific Data Images
Pacific Data Images (PDI) fue una productora estadounidense de animación por computadora con sede en Redwood City, California, que fue comprada por DreamWorks SKG en 2000. Pasó a llamarse PDI/DreamWorks y era propiedad de DreamWorks Animation.
Fundada en 1980 por Carl Rosendahl, PDI fue una de las pioneras de la animación por computadora. Produjo más de 700 comerciales, contribuyó con efectos visuales a más de 70 largometrajes y produjo y contribuyó a muchas de las películas de DreamWorks Animation, comenzando con la primera película animada de DreamWorks, Antz (1998). La última película animada de PDI antes de su cierre el 22 de enero de 2015 fue Penguins of Madagascar (2014).

## Historia

### 1980-1987: Primeros años

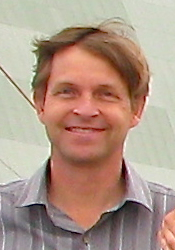
El fundador de PDI, Carl Rosendahl, en 2009

PDI fue fundada en 1980 por Carl Rosendahl con un préstamo de $25,000 de su padre. En 1981 se le unió Richard Chuang y en 1982 Glenn Entis. Richard y Glenn escribieron la base del software de animación por computadora interno que se usaría durante las próximas dos décadas. Comenzaron a trabajar en software 3D a fines de 1981 y la producción en 3D comenzó en el otoño de 1982. El objetivo inicial de la empresa era "Entretenimiento mediante animación por computadora en 3D".
La primera computadora en PDI fue una DEC PDP 11/44 con 128 kb de memoria. Era mucha memoria dado que la computadora tenía solo 64 kb (16 bits) de espacio de direcciones. Tenía un disco de 20 megabytes. Adjunto a esto había un framebuffer de $65,000 que tenía una resolución de 512 × 512 y tenía 32 bits de profundidad.
La primera imagen 3D renderizada en PDI se realizó el 12 de marzo de 1982. La imagen era simplemente una cuadrícula de esferas de 4 x 4 x 4 de diferentes colores. Las esferas no eran poligonales, se renderizaron implícitamente y estaban totalmente suavizadas. La imagen resultante fue de 512 x 480 x 24 (8 bits para los canales rojo, verde y azul) que tardó 2 minutos en renderizarse.
El PDP-11 pronto fue reemplazado por un DEC VAX-11/780 y luego PDI cambió a otra superminicomputadora llamada Ridge 32. Esta máquina era de 2 a 4 veces más rápida que la VAX-11/780 a una fracción del costo.
El software interno original evolucionó hasta convertirse en un gran conjunto de herramientas que incluían un renderizador de línea de exploración de polígonos (llamado p2r), un programa de animación interactivo (llamado e-motion), un lenguaje de secuencias de comandos de animación/descripción de escenas (llamado script) y una herramienta de iluminación (llamada led). Todas estas herramientas se escribieron en C y se implementaron en una variedad de máquinas que ejecutan varios tipos de Unix.
La inversión inicial para poner en marcha la empresa fue de $250.000, unos $600.000 en 2005. Sus oficinas originales estaban en Sunnyvale, California, trabajando en un garaje propiedad del padre de Carl. PDI se mudó a sus primeras oficinas reales en 1985 (Sunnyvale), a sus segundas oficinas en 1995 (Palo Alto) y a su última ubicación en Redwood City en el Pacific Shores Center en 2002. El crecimiento de la empresa se financiaba únicamente a través de los beneficios. La empresa funcionaba como un libro abierto; se compartieron revisiones financieras mensuales con toda la empresa y se publicó un informe financiero mensual detallado. Nunca se sacó dinero de la empresa que mantuvo una inversión del 7% en I+D. PDI no tenía deudas cuando fue adquirida por DreamWorks en 2000.
El primer cliente de PDI fue Rede Globo , la cadena de televisión más grande de Brasil. Esto le dio a PDI el principal cliente que necesitaban para financiar la creación de la mayor parte de su software inicial. Esto también envió a PDI al negocio de los gráficos en movimiento para televisión y la animación de logotipos. PDI diseñó algunos estrenos anticipados y otros proyectos especiales para la Rede Globo. El software escrito también fue entregado a Rede Globo y es la única vez que el software interno fue entregado a otra empresa. El contrato finalizó a mediados de la década de 1980, pero Rede Globo siguió utilizando el software hasta 1989.
La mayor parte de la década de 1980 se dedicó a crear gráficos de transmisión para la mayoría de las cadenas de televisión de todo el mundo. PDI trabajaba simultáneamente para ABC, CBS, NBC, HBO, Cinemax, MTV, VH1, TNT, Nine Network Australia, Sky One y Showtime. PDI se centró en la producción directa de video en lugar de la producción de películas que se realizaba en otros estudios tempranos. PDI modificó la interfaz a un Sony BVH-2000 usando piezas ensambladas en un viaje a una tienda de juguetes para hacer una grabación de un solo cuadro. Todo el renderizado se realizó en campos a 60 o 50 cuadros por segundo (según el estándar de transmisión de video que se use localmente).
PDI controló un gran porcentaje de este mercado durante este tiempo y fueron los primeros productores masivos de animación por computadora. Un año de producción de paquetes de gráficos de dos cadenas importantes significó imágenes renderizadas específicamente para más de 400 estaciones de televisión locales. Algunos de los primeros contratos de producción incluyeron Globo, Entertainment Tonight (producida para Harry Marks), ABC Sports 84 Olympic promos y NBC News.
PDI trabajó con Atari, también en Sunnyvale, a principios de la década de 1980 en un par de proyectos. En 1982, Rosendahl fue contratado para configurar y calibrar el sistema de grabación de películas de animación por computadora de Atari que se usaría para las secuencias de videojuegos en Superman III. PDI planeó y propuso un largometraje de animación CG en 1985, pero no pudieron recaudar los fondos necesarios para producirlo.
PDI sobrevivió a todos los demás estudios de gráficos por computadora que existían a principios de la década de 1980. Una de las razones de esto es que PDI nunca se endeudó significativamente al comprar hardware costoso. Mientras que otros estudios compraron o arrendaron supercomputadoras, PDI compró hardware más barato, tratándolo como un producto que pronto sería reemplazado, lo que permitiría reducir los costos operativos.

### 1987-1990: transición

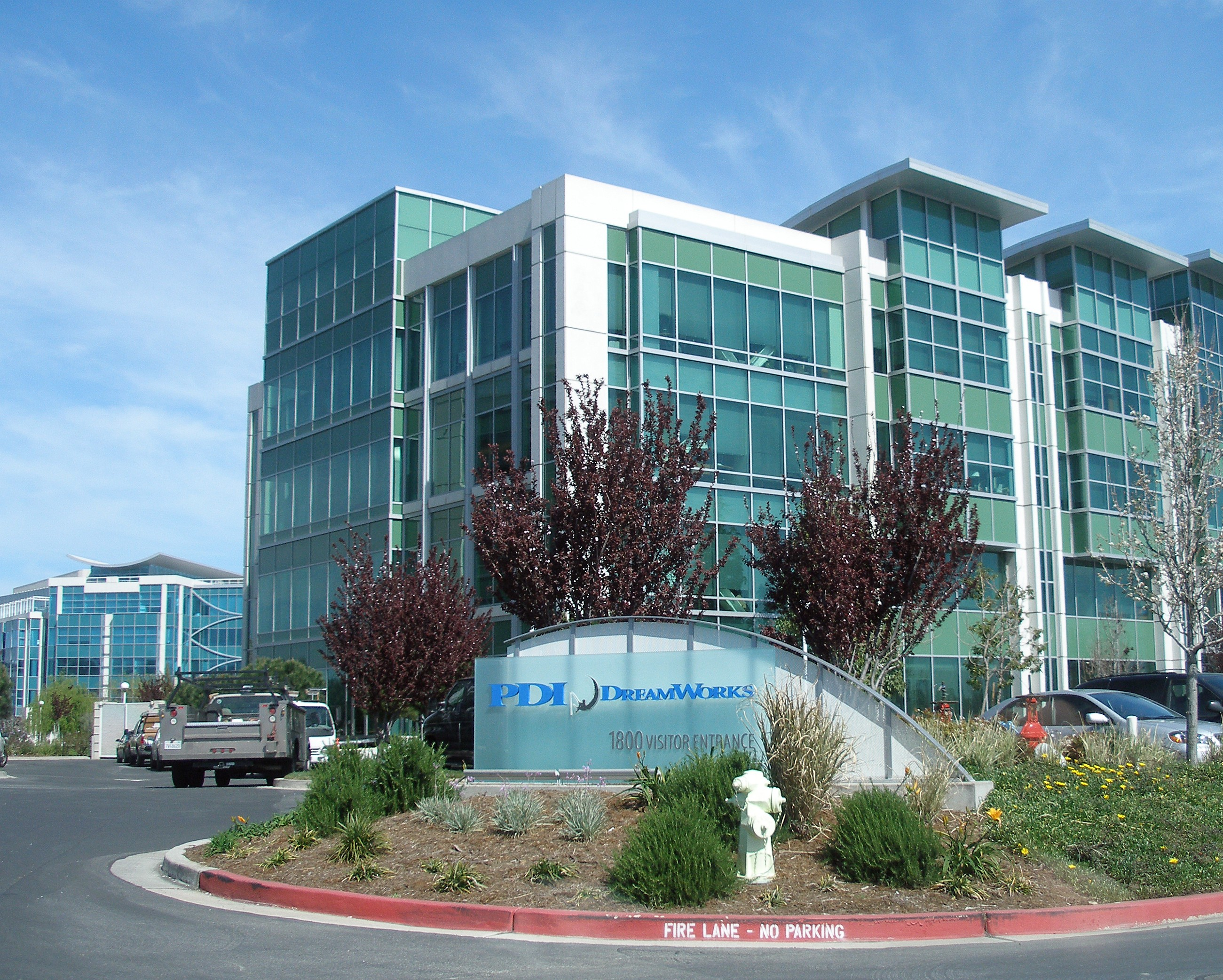
Antigua sede de PDI/DreamWorks en el Pacific Shores Center de Redwood City antes de que la empresa se mudara en 2012 a instalaciones más grandes en otro edificio en el mismo complejo de oficinas.

El enfoque inicial de PDI estuvo en las producciones de televisión en red, ya que capturó más del 50% de ese mercado en 1985. Sin embargo, en 1990, PDI introdujo el proceso de escaneo de películas digitales. Este proceso se utilizó para popularizar la eliminación automática de plataformas y el retoque de imágenes. PDI también jugó un papel decisivo en la introducción de animación de rendimiento para parques temáticos, anuncios y películas. Esto comenzó con un proyecto conjunto en 1988 con Creature Shop de Jim Henson sobre un personaje de interpretación en tiempo real llamado Waldo C. Graphic para The Jim Henson Hour.
Durante estos años de transición, PDI se alejó del mercado de gráficos en movimiento y centró su atención en comerciales y efectos visuales en 3D para largometrajes. Notable entre los comerciales fue el primer Pillsbury Doughboy creado en CG. Pillsbury fue la primera empresa en mover un ícono establecido a CG. Antes de esto, todos los comerciales animados anteriores se hicieron con stop-motion. Otros comerciales notables incluyen los anuncios "Bud Bowl" y "Scrubbing Bubbles".
A principios de la década de 1990, Thaddeus Beier y Shawn Neely desarrollaron un método de transformación que resultó en una transformación mucho más natural y expresiva. Esta técnica se llama "transformación basada en características". PDI usó esta tecnología para crear varias secuencias bien conocidas, incluida la transformación del automóvil en tigre de Exxon y la transformación extendida al final del video musical "Black or White" de Michael Jackson. Estos trabajos de transformación fueron fáciles de realizar con el software de PDI y el efecto tuvo una gran demanda. Los algoritmos inventados por Beier y Neely se publicaron en la conferencia anual SIGGRAPH y ahora son la base de la mayoría de las herramientas de transformación de imágenes. Para muchas personas, su primera exposición a estos algoritmos fue el SGI Software IRIX llamado "Elastic Reality". PDI también hizo la secuencia de apertura para el renacimiento de la década de 1990 del clásico programa de juegos Let's Make a Deal.
PDI irrumpió en el negocio de los efectos visuales de largometrajes con contribuciones a Terminator 2 (1991), Toys (1992), Angels in the Outfield (1994), Batman Forever (1995) y The Arrival (1996). En ese momento, los puntos fuertes de PDI incluían la animación de personajes, la sincronización de labios, los efectos de renderizado, la eliminación y limpieza de la plataforma antes mencionada y la animación de rendimiento.
Durante esta era, PDI hizo la transición de la computadora Ridge32 a las estaciones de trabajo SGI que ejecutan IRIX. No estuvieron solos en esta transición, ya que la mayoría de la industria siguió su ejemplo.

### 1990-1995: animación de personajes
A principios de 1990, Tim Johnson y Rex Grignon formaron oficialmente el Grupo de Animación de Personajes de PDI con el mandato de desarrollar un grupo de artistas con las habilidades creativas y técnicas necesarias para producir un largometraje animado por computadora. El grupo originalmente estaba formado por Johnson, Grignon, Raman Hui, Glenn McQueen, Beth Hofer, Dick Walsh, Karen Schneider y Eric Darnell. Bajo este grupo, las habilidades comerciales de animación de personajes de PDI crecieron y se produjeron numerosos cortometrajes notables. Entre estos se encuentran Gas Planet (1992), Sleepy Guy (1994), Brick-a-Brac (1995), Gabola the Great (1997), Fishing (1999) y Fat Cat on a Diet (1999).
Este grupo de carácter puso a la empresa en una nueva dirección que sentó las bases para los objetivos de desarrollo durante este período. Los cortometrajes fueron una forma de desarrollar técnicas de animación, además de ser un banco de pruebas para el software y los procedimientos y el flujo de la tubería.
PDI permitió a los animadores buscar productos y cortometrajes individuales. Esto produjo varios cortometrajes premiados en esta categoría. Algunas de las producciones más notables son Opera Industrial (1986), Chromosaurus, Cosmic Zoom, Burning Love (1988) y Locomotion (1989).
En 1992, PDI buscaba un socio para producir largometrajes de animación. Mientras tanto, la compañía (con la ayuda de Industrial Light & Magic de Lucasfilm) trabajó en el especial de televisión de 1991 "The Last Halloween" para Hanna-Barbera Productions, que les valió un premio Emmy por los personajes generados por computadora en la película, que de otro modo sería en vivo. acción especial. Esto se convirtió en la primera canalización de animación de personajes en 3D de PDI. Usando esta canalización, crearon al pato Lucas en estéreo en 3D para Warner Bros. y un CG Homer y Bart Simpson para el segmento "Homer 3" del episodio de 1995 de Los Simpson "Treehouse of Horror VI".
El resultado de todos estos proyectos fue un acuerdo cinematográfico con DreamWorks SKG en 1995 para realizar la película Antz. En ese momento DreamWorks compró una participación del 40% de PDI.
Glen Entis dejó PDI por la industria de los juegos en 1995 y se unió por primera vez a DreamWorks Interactive como director ejecutivo. Cuando Electronic Arts compró DreamWorks Interactive, se mudó a su oficina de Vancouver para establecer su grupo de investigación de juegos de próxima generación. Es miembro fundador de la junta directiva de Digital Coast Roundtable de Los Ángeles y presidente de la Academia de Artes y Ciencias Interactivas.

### 1995–2015: largometrajes y clausura
El primer largometraje de PDI, Antz, fue lanzado por DreamWorks Pictures el 2 de octubre de 1998. A este le siguieron Chicken Run el 23 de junio de 2000 y Shrek el 18 de mayo de 2001. Después del éxito de Antz, en 2000 Carl Rosendahl vendió su participación restante en PDI a DreamWorks. PDI pasó a llamarse PDI/DreamWorks y continuó operando como una unidad comercial independiente. Rosendahl dejó PDI en febrero de 2000 para convertirse en director gerente de Mobius Venture Capital, donde se centró en inversiones en empresas de tecnología y medios. En mayo de 2001, esta venta esencialmente unió los dos estudios, PDI y DreamWorks, en una sola entidad que se hizo pública unos años más tarde como DreamWorks Animation (DWA). PDI dejó de hacer comerciales y efectos visuales para películas de acción en vivo en 2002. Los animadores de PDI trabajaron en proyectos basados en el estudio PDI, pero también ayudaron en proyectos de DWA basados en el estudio Glendale DWA.
Cuando PDI cumplió 25 años en 2005, había completado más de 1000 proyectos y crecido a más de 400 empleados. En 2008, Richard Chuang, el último de los tres iniciales, dejó la empresa para dedicarse a sus propios emprendimientos.
El 22 de enero de 2015, PDI/DreamWorks se cerró porque se estaba fusionando con DreamWorks Animation como parte de los planes de reestructuración de la empresa tras las bombas de taquilla de Mr. Peabody & Sherman y Penguins of Madagascar, eliminando 500 puestos de trabajo.

## Películas animadas
PDI/DreamWorks ha producido Antz (1998), Chicken Run (2000), Shrek (2001), Spirit: El corcel indomable (2002), Simbad: La leyenda de los siete mares (2003), Shrek 2 (2004), Madagascar (2005), Flushed Away (2006), Shrek tercero (2007), Madagascar 2: Escape de África (2008), Monsters vs Aliens (2009), Shrek Forever After (2010), Megamind (2010), El gato con botas (2011), Madagascar 3: Europe's Most Wanted (2012), Turbo (2013), Mr. Peabody & Sherman (2014) y Los pingüinos de Madagascar (2014). Con 441,2 millones de dólares estadounidenses en taquilla nacional, Shrek 2 es actualmente la decimocuarta película animada más taquillera de todos los tiempos en los Estados Unidos. PDI ganó su único Premio de la Academia a la Mejor Película de Animación por Shrek en 2002, que fue la primera vez que se otorgó.

## Premios técnicos
PDI/DreamWorks ha ganado nueve premios de la Academia Científica y Técnica. El primero fue otorgado a Les Dittert, junto con otros, en 1994 por su trabajo en el área de escaneo de películas. El segundo fue otorgado a Carl Rosendahl, Richard Chuang y Glenn Entis en 1997 por el concepto y la arquitectura del sistema de animación PDI. Este premio en particular reconoció su trabajo pionero en animación por computadora que se remonta a la fundación de PDI 17 años antes. Nick Foster recibió un premio en 1998 por el sistema de animación fluida (gripe) de PDI, y en 2002 Dick Walsh recibió uno por el desarrollo del sistema de animación facial de PDI.
En 2010, Eric Tabellion y Arnauld Lamorlette recibieron uno para el sistema de representación de iluminación global de PDI que se usó por primera vez en Shrek 2. Este fue el primer uso de iluminación global en un largometraje de animación, una técnica que es común hoy en día.
En 2013, Lawrence Kesteloot, Drew Olbrich y Daniel Wexler recibieron un premio por la herramienta de iluminación de PDI, llamada "light". Esta herramienta se desarrolló en 1996 para el primer largometraje de PDI, Antz, y se utilizó hasta 2015 en PDI y DreamWorks Animation unas 25 películas después.
En 2015, Scott Peterson, Jeff Budsberg y Jonathan Gibbs fueron premiados por el sistema de follaje (árboles y vegetación) del estudio. Este sistema se usó por primera vez en Shrek y continúa usándose en la actualidad. En la misma ceremonia, Karl Rasche fue premiado junto con ingenieros de HP por su participación en la creación del monitor "DreamColor".
Richard Chuang, Rahul Thakkar, Mark Kirk y Stewart Birnam, junto con el ingeniero de DreamWorks Andrew Pilgrim, ganaron un premio de logros técnicos de SciTech 2016 por su trabajo en sistemas de revisión de películas digitales.

## Filmografía

### Películas
| #  | Título                                | Fecha de lanzamiento    | Presupuesto      | Bruto         | Rotten Tomatoes | Metacritic | CinemaScore |
| -- | ------------------------------------- | ----------------------- | ---------------- | ------------- | --------------- | ---------- | ----------- |
| 1  | Antz                                  | 2 de octubre de 1998    | $42-105 millones | $171 millones | 93%             | 72         | B+          |
| 2  | Chicken Run                           | 23 de junio de 2000     | $45 millones     | $224 millones | 97%             | 88         | A-          |
| 3  | Shrek                                 | 18 de mayo de 2001      | $60 millones     | $484 millones | 88%             | 84         | A           |
| 4  | Spirit: El corcel indomable           | 24 de mayo de 2002      | $80 millones     | $122 millones | 70%             | 52         | A           |
| 5  | Simbad: La leyenda de los siete mares | 2 de julio de 2003      | $60 millones     | $80 millones  | 45%             | 48         | A-          |
| 6  | Shrek 2                               | 19 de mayo de 2004      | $150 millones    | $920 millones | 89%             | 75         | A+          |
| 7  | Madagascar                            | 27 de mayo de 2005      | $75 millones     | $533 millones | 55%             | 57         | A−          |
| 8  | Flushed Away                          | 3 de noviembre de 2006  | $149 millones    | $178 millones | 73%             | 74         | B+          |
| 9  | Shrek tercero                         | 18 de mayo de 2007      | $160 millones    | $799 millones | 41%             | 58         | B+          |
| 10 | Madagascar 2: Escape de África        | 7 de noviembre de 2008  | $150 millones    | $604 millones | 64%             | 61         | A−          |
| 11 | Monsters vs Aliens                    | 27 de marzo de 2009     | $175 millones    | $381 millones | 73%             | 56         | A-          |
| 12 | Shrek Forever After                   | 21 de mayo de 2010      | $165 millones    | $752 millones | 58%             | 58         | A           |
| 13 | Megamind                              | 5 de noviembre de 2010  | $130 millones    | $322 millones | 72%             | 63         | A−          |
| 14 | El gato con botas                     | 28 de octubre de 2011   | $130 millones    | $554 millones | 85%             | 65         | A-          |
| 15 | Madagascar 3: Europe's Most Wanted    | 8 de junio de 2012      | $145 millones    | $747 millones | 79%             | 60         | A           |
| 16 | Turbo                                 | 17 de julio de 2013     | $135 millones    | $282 millones | 67%             | 58         | A           |
| 17 | Las aventuras de Peabody y Sherman    | 7 de marzo de 2014      | $145 millones    | $275 millones | 80%             | 59         | A           |
| 18 | Los pingüinos de Madagascar           | 26 de noviembre de 2014 | $132 millones    | $373 millones | 72%             | 53         | A−          |

### Efectos visuales
PDI contribuyó con efectos visuales, animación y otros servicios a las siguientes películas:
| Año  | Título                                          | Notas                                |
| ---- | ----------------------------------------------- | ------------------------------------ |
| 1984 | Electric Dreams                                 |                                      |
| 1988 | Scrooged                                        |                                      |
| 1990 | Ghost                                           | Sin acreditar                        |
| 1990 | Solar Crisis                                    |                                      |
| 1991 | Terminator 2: el juicio final                   |                                      |
| 1991 | Freddy's Dead: The Final Nightmare              |                                      |
| 1991 | Star Trek VI: Aquel país desconocido            | Composición digital                  |
| 1991 | Body Parts                                      | Tráiler                              |
| 1992 | Freejack                                        | Sin acreditar                        |
| 1992 | Sleepwalkers                                    |                                      |
| 1992 | The Babe                                        |                                      |
| 1992 | Lethal Weapon 3                                 | Composición digital                  |
| 1992 | Batman Returns                                  |                                      |
| 1992 | Toys                                            |                                      |
| 1993 | RoboCop 3                                       |                                      |
| 1993 | Cliffhanger                                     |                                      |
| 1993 | Daniel el travieso                              |                                      |
| 1993 | El novato del año                               |                                      |
| 1993 | Heart and Souls                                 | Efectos visuales, título de apertura |
| 1993 | Freaked: La disparatada parada de los monstruos |                                      |
| 1993 | Carlito's Way                                   |                                      |
| 1994 | Lightning Jack                                  |                                      |
| 1994 | Beverly Hills Cop III                           |                                      |
| 1994 | Angels in the Outfield                          |                                      |
| 1994 | True Lies                                       |                                      |
| 1994 | Cabezas huecas                                  |                                      |
| 1994 | Natural Born Killers                            |                                      |
| 1994 | Río salvaje                                     |                                      |
| 1994 | Double Dragon                                   |                                      |
| 1994 | Speechless                                      |                                      |
| 1995 | Batman Forever                                  |                                      |
| 1995 | Bushwhacked                                     |                                      |
| 1996 | Broken Arrow                                    |                                      |
| 1996 | Executive Decision                              |                                      |
| 1996 | Han llegado                                     |                                      |
| 1996 | Eraser                                          |                                      |
| 1997 | Batman y Robin                                  |                                      |
| 1997 | A Simple Wish                                   |                                      |
| 1997 | El pacificador                                  |                                      |
| 1997 | Titanic                                         |                                      |
| 1999 | Forces of Nature                                |                                      |
| 1999 | The out of Twoners                              |                                      |
| 2000 | Supernova                                       |                                      |
| 2000 | Misión imposible 2                              |                                      |
| 2000 | The Legend of Bagger Vance                      |                                      |
| 2000 | The Road to El Dorado                           |                                      |
| 2001 | The Deep End                                    |                                      |
| 2001 | The Mexican                                     |                                      |
| 2001 | Evolution                                       |                                      |
| 2001 | A.I. Inteligencia Artificial                    |                                      |
| 2002 | Minority Report                                 |                                      |
| 2002 | People I Know                                   |                                      |

### Cortometrajes
| Año  | Título                                       | Director                      |
| ---- | -------------------------------------------- | ----------------------------- |
| 1983 | Teddy Bear Maelstrom                         | Glen Entis                    |
| 1984 | Elphant Bubbles                              | Don Venhaus                   |
| 1985 | Max Trax                                     | Adam Chin                     |
| 1985 | Cosmic Zoom                                  | PDI Staff                     |
| 1985 | Chromosaurus                                 | Don Venhaus                   |
| 1985 | Max's Place                                  | Adam Chin                     |
| 1986 | Opéra Industriel                             | Adam Chin y Rich Cohen        |
| 1988 | Burning Love                                 | Roger Gould y Howard E. Baker |
| 1989 | Locomotion                                   | Steve Goldberg                |
| 1989 | The Wave                                     | Scott Miller                  |
| 1991 | Slide Show                                   | Glenn McQueen                 |
| 1991 | Frankie &Johnny                              | PDI Staff                     |
| 1992 | Happy Dog                                    | PDI Character Animation Group |
| 1992 | Gas Planet                                   | Eric Darnell                  |
| 1993 | Big Smoke                                    | Eric Darnell                  |
| 1994 | Sleepy Guy                                   | Raman Hui                     |
| 1995 | Brick-a-Brac                                 | Cassidy Curtis                |
| 1997 | Gabola The Great                             | Tim Cheung                    |
| 1998 | Basic Insect                                 | Marty Sixkiller               |
| 1998 | Millenium Bug                                | Lee Lainer                    |
| 1999 | Fat Cat On a Diet                            | Raman Hui                     |
| 1999 | Fishing                                      | David Gainey                  |
| 2000 | Metropopular                                 | Jonah Hall                    |
| 2001 | Shrek in the Swamp Karaoke Dance Party       | PDI Staff                     |
| 2002 | Sprout                                       | Scott B. Peterson             |
| 2004 | Far Far Away Idol                            | PDI Staff                     |
| 2005 | The Madagascar Penguins in a Christmas Caper | Gary Trousdale                |
| 2011 | Megamind: The Button of Doom                 | Simon J. Smith                |
| 2013 | Madly Madagascar                             | David Soren                   |
| 2014 | Rocky & Bullwinkle                           | Gary Trousdale                |

### Especiales de televisión
| Año  | Título           |
| ---- | ---------------- |
| 2007 | Shrek the Halls  |
| 2009 | Merry Madagascar |
| 2010 | Scared Shrekless |

### Otros trabajos
| Año  | Título                                    | Notas                                           |
| ---- | ----------------------------------------- | ----------------------------------------------- |
| 1989 | The Jim Henson Hour                       | Animación por computadora                       |
| 1991 | The Last Halloween                        | Animación por computadora                       |
|      | Muppet*Vision 3D                          | Waldo Character Animation                       |
| 1995 | Episodio "Treehouse of Horror VI"         | Segmento "Homer3"                               |
| 1996 | Marvin the Martian in the Third Dimension | Parque temático/Cortometraje                    |
| 1997 | Cartoon Sushi                             | Segmento "Gabola The Great"                     |
| 2000 | Cyberworld 3D                             | Película de IMAX, Antz y segmentos The Simpsons |
| 2003 | Shrek 3-D                                 | Parque temático/Cortometraje                    |
| 2011 | Madagascar: A Crate Adventure             | Secuencias animadas, Theme Park Ride            |